# Hastings (Flórida)
Hastings é uma vila localizada no estado americano da Flórida, no condado de St. Johns. Foi incorporada em 1909.

## Geografia
De acordo com o United States Census Bureau, a vila tem uma área de 4,3 km², onde todos os 4,3 km² estão cobertos por terra.

### Localidades na vizinhança
O diagrama seguinte representa as localidades num raio de 32 km ao redor de Hastings.

## Demografia
Segundo o censo nacional de 2010, a sua população é de 580 habitantes e sua densidade populacional é de 134,90 hab/km². Possui 291 residências, que resulta em uma densidade de 67,68 residências/km².